# إتش إتش هانام
إتش إتش هانام هو فلاح كندي، ولد في 27 سبتمبر 1898، وتوفي في 12 يوليو 1963.